# Larry Cohen (brydżysta)
Larry Neil Cohen (ur. 14 kwietnia 1959 w Nowym Jorku) – amerykański brydżysta oraz autor książek o tematyce brydżowej. W lipcu 2008 oznajmił, że ma zamiar zrezygnować z wyczynowej gry i przejść na brydżową emeryturę w lipcu 2009.
Przez długi czas jego brydżowym partnerem był Marty Bergen obecnie jego partnerem jest David Berkowitz.

## Nagrody
- ACBL gracz roku 2002
- Romex Award (Licytacja roku) 1995, 2000
- Precision Award (Najlepsza obrona) 1996

## Wygrał
- Mistrzostwa Ameryki Północnej w Brydżu Sportowym
  - Vanderbilt 2005
  - Spingold 1981, 1984
  - Reisinger 1985, 1991
  - Grand National Teams 1994, 2007, 2008
  - Mitchell Board-a-Match Teams 1991, 2007
  - Mitchell Board-a-Match Teams 1984
  - Keohane North American Swiss Teams 1999
  - Chicago Mixed Board-a-Match 2002
  - Blue Ribbon Pairs 1981, 1983, 1988, 1995
  - Von Zedtwitz Life Master Pairs 1987, 1988, 1996
  - Nail Life Master Open Pairs 1983
  - Silodor Open Pairs 2004, 2006
  - Wernher Open Pairs 1996
- Mistrzostwa Stanów Zjednoczonych
  - Open Team Trials 2000
- Pozostałe znaczące zwycięstwa:
  - Buffett Cup 2006
  - Cavendish Invitational Teams 1988, 1994
  - Pan American Open Teams 1992
  - Cap Gemini World Top Invitational Pairs 1999
  - Cavendish Invitational Pairs 1984, 1989
  - Goldman Pairs 1983

## Klasyfikacja
- Larry Cohen – klasyfikacja WBF (ang.)